# San Judas (Guanajuato)
San Judas es una localidad del estado mexicano de Guanajuato. Es parte del municipio de León.

## Toponimia
El nombre «San Judas» hace referencia al santo patrono de la localidad: Judas Tadeo.

## Demografía
| Gráfica de evolución demográfica |
|                                  |

| Censo | Población |
| ----- | --------- |
| 1970  | 469       |
| 1980  | 581       |
| 1990  | 1 070     |
| 2000  | 1 063     |
| 2010  | 1 698     |
| 2020  | 2 115     |